# Sitio de Barcelona (1713-1714)
El sitio de Barcelona fue una de las últimas operaciones militares de la guerra de sucesión española. Se produjo entre el 25 de julio de 1713 y el 11 de septiembre de 1714. El combate enfrentó a los defensores de Barcelona formados por la coronela y partidarios de Carlos VI del Sacro Imperio Romano Germánico; con las tropas de Felipe V de España y sus aliados franceses.
Desde 1980 en recuerdo de los caídos y la defensa por parte de los barceloneses, se conmemora como fiesta oficial de Cataluña (Diada Nacional de Catalunya), el Día Once de Septiembre.

## Antecedentes

### Guerra de sucesión española en Cataluña

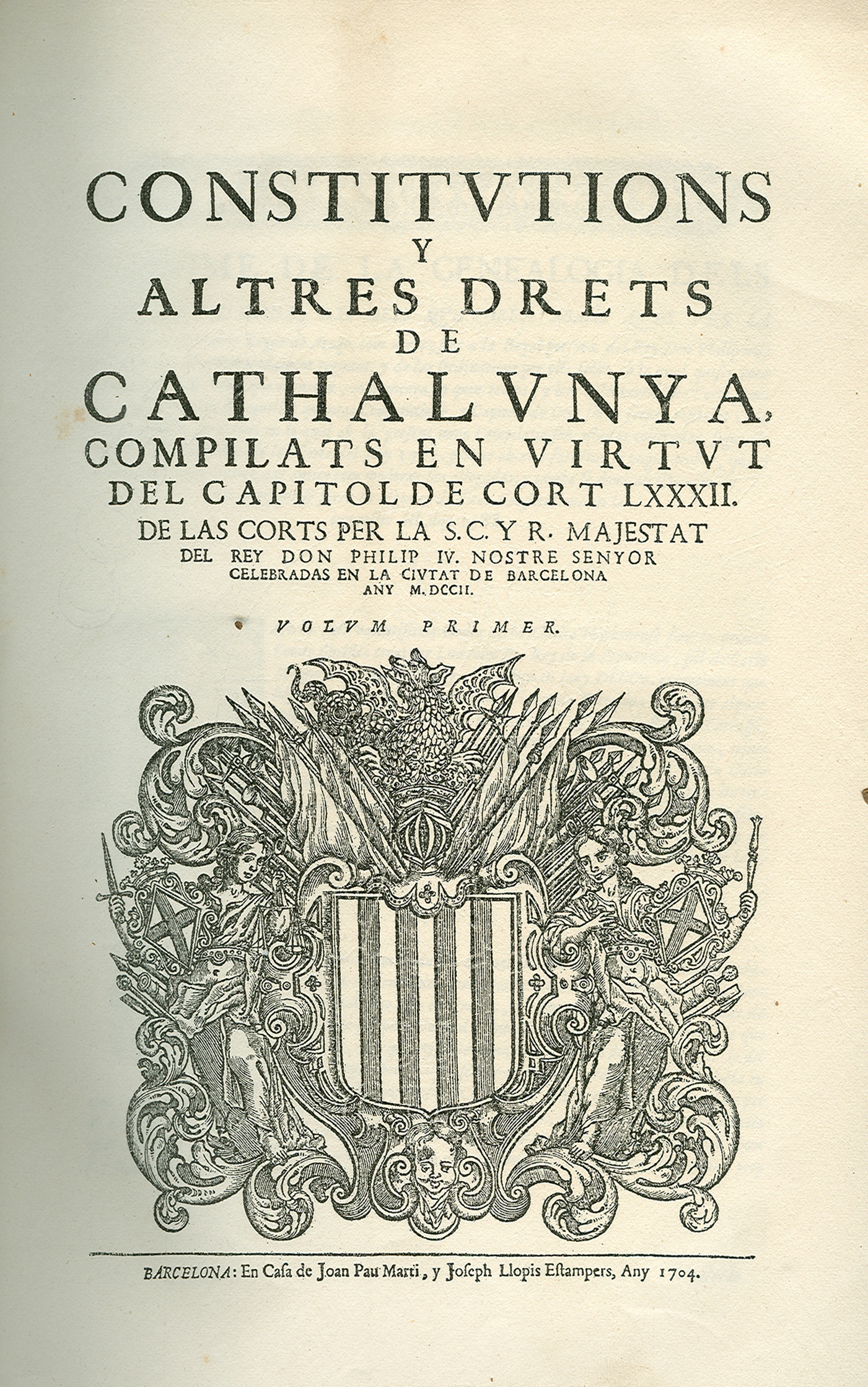
Constituciones catalanas juradas por Felipe V de Castilla, IV de Aragón, en 1702.

La muerte sin descendencia del rey Carlos II el Hechizado, sucedido por el duque Felipe de Anjou, dio lugar a un conflicto internacional que pronto se tornó guerra civil en la propia España entre los partidarios del Archiduque Carlos y los de Felipe V. Este último juró en 1702 las Constituciones de Cataluña, otorgando nuevos privilegios a las instituciones catalanas de las cuales recibió homenaje. Sin embargo la guerra ya había estallado en los campos de batalla de Europa cuando la Casa de Austria invadió los territorios españoles de Italia. Ante las continuas derrotas borbónicas, Felipe V no pudo continuar su itinerario para jurar los fueros de Aragón y Valencia, trasladándose en persona al frente italiano.
Ya en Barcelona en 1703 los austracistas, los partidarios del Archiduque, recibieron el mote de imperiales o aguiluchos, por ser este el símbolo del Sacro Imperio, mientras que los fieles a Felipe V eran llamados butifleros.
En 1704 las tropas de la Gran Alianza de La Haya lanzaron un intento de desembarco aliado en Barcelona con la complicidad de un reducido número de aguiluchos barceloneses. Fracasada la intentona varios caudillos austracistas se exiliaron, pero a fin de evitar nuevos desaguisados, el virrey Francisco de Velasco lanzó una represión indiscriminada conculcando repetidamente las Constituciones de Cataluña, hecho que incrementó el apoyo a los austracistas. Retornado Felipe V a Madrid, la ciudad de Barcelona, que tenía el privilegio de nombrar embajadores propios, nombró a Pablo Ignacio Dalmases para denunciar ante el Rey en persona la actitud del virrey Velasco. Pero en 5 de febrero de 1705, nada más llegar a la corte de Madrid, el embajador fue detenido y encarcelado. Tres meses después estallaba la revuelta en Cataluña y el 20 de junio de 1705 los caudillos austracistas catalanes firmaban el Pacto de Génova, una alianza militar entre Cataluña e Inglaterra en virtud de la cual Cataluña se comprometía a luchar por la causa del pretendiente al trono español, Carlos de Austria, con la ayuda militar de Inglaterra, y esta se comprometía a defender las Constituciones catalanas fuera cual fuere el resultado de la guerra.
En octubre de 1705, las tropas del archiduque Carlos tomaron Barcelona al asalto, y la Diputación del General y los consejeros de Barcelona le aclamaron como a un libertador. Días más tarde, el archiduque de Austria era proclamado legítimo rey Carlos III de España, jurando respetar las Constituciones de Cataluña y convirtiendo a Barcelona en sede de su corte y baluarte austracista durante el resto de la guerra.
En abril de 1706 las tropas de Felipe V, con el mismo rey a la cabeza, llegaron a la ciudad e iniciaron un sitio para reconquistarla, dando comienzo al sitio de Barcelona (1706). Después de bloqueada Barcelona, las tropas borbónicas empezaron las operaciones encaminadas a la conquista del castillo de Montjuic, desde el cual, una vez tomado, rendirían la ciudad. En 21 de abril las tropas de Felipe V ya habían tomado posiciones cerca de la fortaleza y comenzaron a hostigarla. Entonces cundió un rumor entre los barceloneses según el cual las tropas austracistas habían pactado con las borbónicas la rendición de la fortaleza, rumor que desembocó en un amotinamiento general de los barceloneses por toda la ciudad. Durante los disturbios murió asesinado el Conseller en Cap Francisco Nicolás de Sanjuan. Quedaron al frente de la ciudad el consejero segundo, el mercader Francisco Gallart, y el consejero tercero, el jurista Rafael Casanova, quienes consiguieron finalmente reconducir la situación y el gobierno de la ciudad. El 8 de mayo llegó a la ciudad una flota inglesa bajo el comando del almirante John Leake, provocando el levantamiento del sitio y la caótica huida de las tropas borbónicas que dejaron abandonados en el campo delante de Barcelona a los heridos, los suministros y todo el tren de artillería.
Las tropas austracistas conquistaron Madrid a los pocos meses. Al llegar a la capital, Carlos de Austria fue proclamado Rey nuevamente, aunque sus partidarios eran muy pocos y el recibimiento fue muy frío. Ante la falta total de apoyos y el inminente regreso de Felipe V con refuerzos, las tropas austracistas, se retiraron hacia Valencia, siendo derrotadas en la batalla de Almansa el 25 de abril de 1707. Esta victoria del bando borbónico abrió el camino para la ocupación del Reino de Valencia. El 29 de junio de 1707 Felipe V derogó los Fueros de Aragón y los de Valencia, aboliendo sus instituciones de autogobierno y exonerando de sus cargos a los representantes políticos de dichos reinos. Tras un fallido tratado de paz en 1709, las tropas austracistas lanzaron una nueva ofensiva para frenar el avance borbónico, que había llegado hasta Lérida. En 1710, tras un rápido avance, los ejércitos austracistas retomaron Zaragoza y llegaron nuevamente a Madrid. La posición era precaria ante la falta de apoyo en la zona, el acoso de las guerrillas y las noticias de la llegada de refuerzos borbónicos, por lo que el Archiduque marchó hacia Barcelona mientras el grueso de su ejército, dividido en dos, le seguía. A finales de 1710 las tropas austracistas en retirada hacia Barcelona fueron derrotadas en sucesivas batallas. A principios de 1711 Felipe V entró en Zaragoza sin resistencia, mientras un ejército francés cruzaba la frontera para tomar Gerona. Conservando únicamente parte de Cataluña en territorio peninsular, la posición militar austracista era muy comprometida.

### Paz de Utrecht

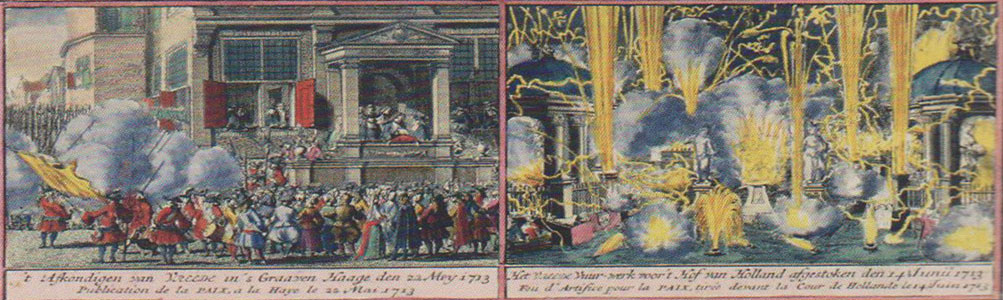
La Paz general de Utrecht (1713).
Grabado que reproduce la proclamación de la paz en La Haya el 22 de mayo y los fuegos artificiales de celebración el 14 de junio de 1713.

En septiembre de 1711 el archiduque Carlos dejó la península rumbo a Viena para hacerse cargo del Sacro Imperio Romano ante la muerte de su hermano el emperador José I, dejando en Barcelona a su esposa Isabel Cristina de Brunswick-Wolfenbüttel como virreina. Poco tiempo después llegó una carta del Emperador en la que aseguraba que si los tratados no tenían

las ventajas y conveniencias que nos aseguren las de mi justa causa y amados súbditos, y especialmente de ese Principado al que con tanta especialidad aprecio por lo que ha sacrificado, no serán por ningún caso admitidas ni oídas de mí semejante proposiciones, quedando yo con deliberado y constante ánimo de continuar la guerra con el mayor vigor y esfuerzo.

[cita requerida]
Pero el 14 de marzo de 1713 los ingleses se comprometieron a evacuar Cataluña, Mallorca e Ibiza. Cinco días después, la emperatriz abandonó Barcelona, dejando como regente al general de las tropas austracistas, Guido von Starhemberg. El 22 de junio Starhemberg firmó en Hospitalet de Llobregat el acuerdo de armisticio. Finalmente el 1 de julio de 1713 se estipuló un alto el fuego tras el cual las tropas borbónicas procederían a ocupar Cataluña, y el 13 de julio de 1713 se firmó el Tratado de Utrecht entre Felipe V y la Gran Bretaña. Mediante este tratado Felipe V renunciaba al trono de Francia (artículo 2.º), entregaba a los ingleses el peñón de Gibraltar (artículo 10.º) y la isla de Menorca (artículo 11.º), y también les concedía ventajas comerciales en América (artículo 12.º), a la vez que estos cedían ante las pretensiones de Felipe V, quien mediante el artículo 13.º del Tratado de Utrecht se comprometía a amnistiar a los catalanes y a concederles los mismos derechos y privilegios que los habitantes de las dos Castillas, «que de todos los pueblos de España son los más amados por el Rey Católico».

### Cataluña decide continuar la guerra

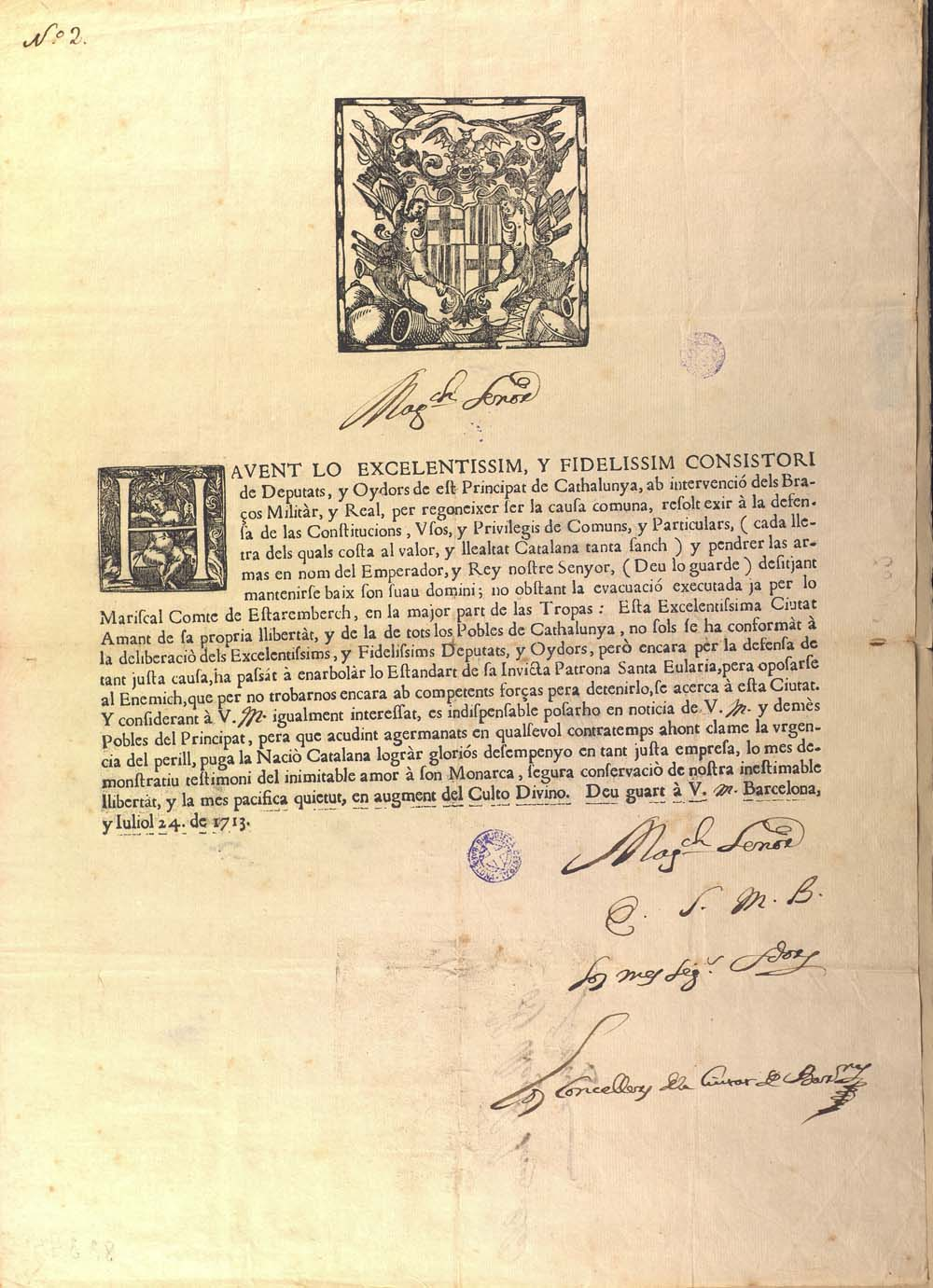
Carta de los Consejeros de Barcelona a una población catalana apelando a lucha para que «pueda la Nación Catalana lograr glorioso desempeño en tan justa empresa».

Ante las noticias del abandono inglés, se convocó en Barcelona el 30 de junio de 1713 una Junta de Brazos (Junta de Braços) para deliberar si Cataluña debía someterse a Felipe V o proseguir la guerra en solitario. En las primeras sesiones el Brazo Eclesiástico se inhibió por estar involucrada la efusión de sangre, dejando la resolución final en manos de los otros dos Brazos. En virtud de su nombramiento como ciudadano honrado de Barcelona, Rafael Casanova fue miembro de las sesiones del Brazo Real (Braç Reial). El 5 de junio el Brazo Real emitió su veredicto proponiendo se continuara la guerra. En una tensión creciente, los votos del Brazo militar se dividieron en tres grupos, no llegándose a una resolución unánime. El parlamento decisivo tuvo lugar en la sesión del Brazo Militar y corrió a cargo de Manuel de Ferrer y Sitges. Tomada la decisión de continuar la guerra en solitario el 6 de julio de 1713, los comisionados de los brazos generales la entregaron a los diputados de la Diputación del General, para que la publicara y declarara el estado de guerra. Los diputados de la Generalidad, contrarios a la proclamación, dilataron la entrada en vigor legal del edicto tres días. En la sexta instancia presentada por los brazos generales ante los diputados de la Generalidad, se les recordaba que era su deber la «conservación de las libertades, privilegios y prerrogativas de los catalanes, que nuestros antecesores a costa de sangre gloriosamente vertida alcanzaron, y nosotros debemos así mismo mantener». Finalmente la proclamación pública de continuación de la guerra tuvo lugar a las seis de la mañana del 9 de julio de 1713. Ante la decisión tomada por la Junta de Brazos, Felipe V escribió a su abuelo, el rey Luis XIV de Francia, lamentándose de que pese haber concedido a los catalanes una amnistía y concederles las mismas leyes que a Castilla nada de eso había servido; y ante la grave situación de sus finanzas, el francés sentenciaba que los catalanes le «pagarán todos los gastos de la Guerra de Cataluña desde 1º de Julio [1713] hasta que hayan rendido las Armas».

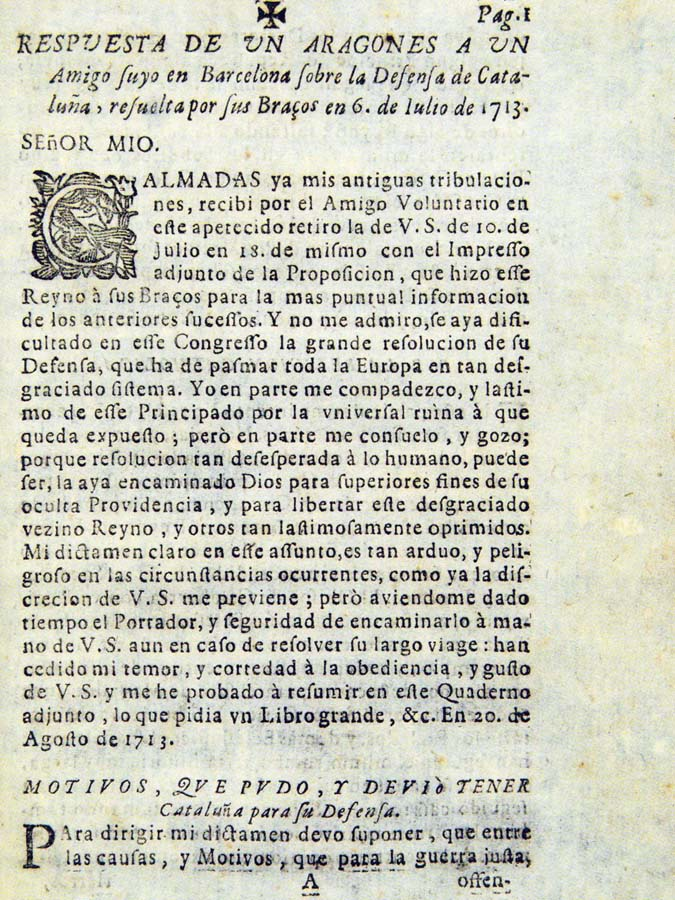
Propaganda austracista.

A partir de 1707, muchos aragoneses y valencianos austracistas se habían exiliado a Cataluña, único territorio peninsular bajo dominio del pretendiente al trono español archiduque Carlos de Austria. Dos días después de haberse publicado el edicto de continuación de guerra, el 11 de julio de 1713, los representantes aragoneses presentaron por escrito a los Tres Comunes de Cataluña su adhesión a la guerra contra Felipe V y contra Francia. Para combatir en el sitio de Barcelona, los aragoneses formaron un regimiento de caballería, un regimiento de fusileros, una compañía de voluntarios de a caballo, y dos de voluntarios de a pie. Siguiendo el mismo proceso, el 16 de junio, un día después que los aragoneses por respetar la prelación jerárquica al ser el reino de Aragón cabeza de la Corona de Aragón, los representantes del reino de Valencia exiliados en Barcelona entregaron a los Tres Comunes de Cataluña una representación con su adhesión a la causa. A lo largo del bloqueo y sitio de Barcelona los valencianos tuvieron un papel destacado en su defensa, señalándose entre los oficiales mayores el general Juan Bautista Basset y Ramos, así como los diferentes regimientos de infantería y fusilería que formaron los valencianos presentes en la ciudad condal. También contribuyeron a la defensa de Barcelona los otros territorios de la Monarquía de España que permanecían aun bajo dominio austracista: el reino de Mallorca, desde el cual llegaban periódicamente convoyes con pertrechos, armamento y municiones, y el reino de Nápoles

## Fuerzas en combate

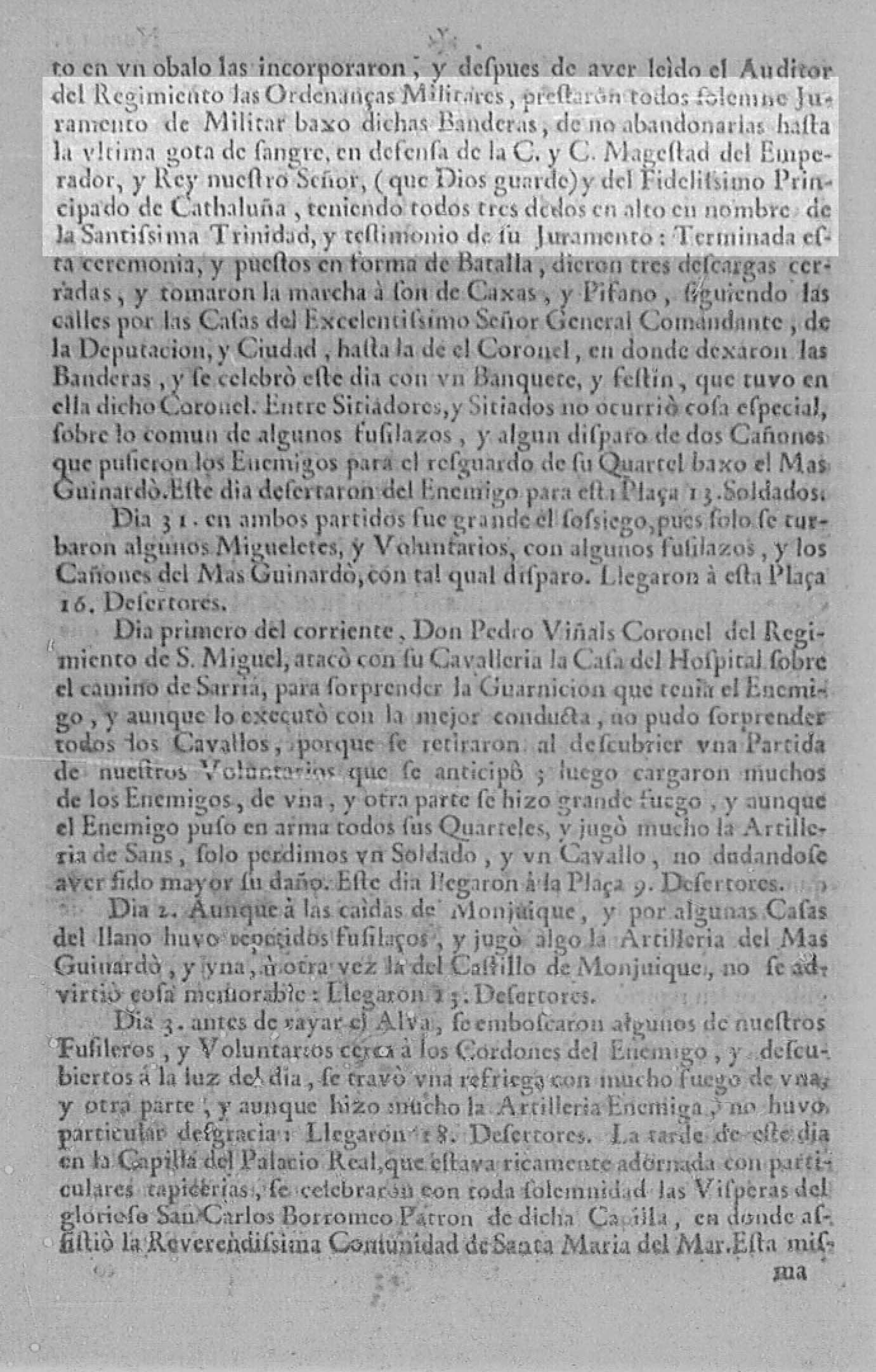
La Gazeta de Barcelona recogió el juramento que realizaron los soldados defensores el 30 de octubre de 1713: «hasta la última gota de sangre, en defensa de la C. y C. Magestad del Emperador, y Rey nuestro Señor, (que Dios guarde) y del Fidelísimo Principado de Cataluña.»

Proclamada públicamente la declaración de guerra el 9 de julio de 1713, al día siguiente se publicó un bando para reclutar efectivos para el regimiento de infantería de la Generalidad, mientras la Ciudad procedía de la misma forma para aumentar los efectivos del regimiento de infantería de Barcelona. Para el cargo de general comandante se calibraron dos opciones: el teniente mariscal Antonio Colón de Portugal y Cabrera, conde de La Puebla, y el también teniente mariscal Antonio de Villarroel y Peláez, siendo elegido este último por haber nacido en Barcelona aunque no fuera catalán. Este aceptó el nombramiento el 12 de julio señalando que accedía a ello como buen militar profesional, por el hecho de estar involucrada la defensa de una plaza a punto de ser sitiada, y bajo las condición de obtener patente oficial del rey Carlos III y disponer de suficiente número de tropas para la defensa de la plaza. La Junta de Gobierno accedió a sus condiciones y el día siguiente fue oficializado el nombramiento. A finales de julio la leva ascendía a cerca de 4000 combatientes a sueldo de los Tres Comunes de Cataluña, siendo asimismo nombrados los oficiales y entregadas las patentes en nombre de los Tres Comunes de Cataluña, no del rey Carlos III. El general Juan Bautista Basset fue nombrado general comandante de la artillería, el general Miguel de Ramon y Tord fue nombrado general comandante de la caballería, y el general Bartolomé Ortega de la infantería, mientras Ramon de Rodolat era nombrado inspector general del ejército y el general José Antonio Martí era ascendido a brigadier.
A fin de movilizar a los centenares de refugiados austracistas de los reinos de España que se encontraban en Barcelona, los Tres Comunes de Cataluña concibieron la idea de organizar los regimientos de su Ejército en función del origen de las tropas; según dicho plan, de los ocho regimientos de infantería que formaron, el regimiento de la Generalidad, el regimiento de Barcelona, el regimiento de Nuestra Señora del Rosario y el regimiento del coronel Busquets se reservaron a los catalanes, el regimiento de San Narciso para los alemanes, el regimiento de Nuestra Señora de los Desamparados para los valencianos, el regimiento de la Santa Eulalia para los navarros, y el regimiento de la Inmaculada, bajo el mando teórico del general comandante Villarroel pero efectivo del coronel Gregorio de Saavedra, para los castellanos. Así mismo, de los seis regimientos de caballería constituidos, el regimiento de coraceros de San Miguel fue reservado para los aragoneses. A pesar de las intenciones de los Tres Comunes de Cataluña, la mayor parte de la leva tuvo que completarse con tropas catalanas. En cuánto a los antiguos miquelets (migueletes), fueron reorganizados y encuadrados en los llamados regimientos de fusileros de montaña; el regimiento del coronel Amill fue bautizado regimiento San Raimundo de Peñafort, el del coronel Rau fue llamado del Ángel Custodio, mientras que el del coronel Vilar y Ferrer mantuvo su nombre y el regimiento del coronel Ortiz se reservó a los miquelets valencianos. En cuanto a la fuerza naval, se movilizaron cincuenta tartanas de guerra, nueve bergantines y seis fragatas, mientras se equiparon con entre veinte y cuarenta cañones cuatro navíos: el San José, el Santa Madrona, el Santa Eulalia y el San Francisco de Paula. La Coronela de Barcelona, la milicia formada por los cofrades de los gremios barceloneses, fue reorganizada como un solo regimiento de seis batallones: el Santísima Trinidad, el Inmaculada Concepción, el Santa Eulalia, el San Severo, el Santa Madrona y el Nuestra Señora de la Merced. Los miembros de la Coronela de Barcelona estaba sometidos a la jurisdicción militar cuando entraban de guardia y estaban a sueldo de la Ciudad; asimismo estaban completamente uniformados y equipados con fusiles de primera calidad desde 1707, siendo su coronel el Conseller en Cap de Barcelona. Para mantener el orden público dentro de la Ciudad se formó la Compañía de la Quietud, y para aquellos inhábiles para el servicio de armas se organizaron los batallones de cuartos, formados por ciudadanos que sin recibir paga tenían el cometido de servir de fuerza de trabajo, desescombro y reconstrucción en caso de bombardeo. Finalmente se organizaron las compañías de voluntarios, formadas por barceloneses que no estaban a sueldo pero que servían voluntariamente con armas propias, sin patente oficial y sin uniforme.
Una de las medidas adoptadas en agosto de 1713 a petición del general comandante Antonio de Villarroel fue la creación de una Junta Secreta a imagen y semejanza de la creada por Guillermo III de Orange en los Estados de Holanda; dicha Junta política tenía por finalidad conferenciar directamente con el general comandante Villarroel y estar informada de todas las operaciones militares que este propusiese. Estuvo formada por siete personas entre las cuales el mismo general comandante, el Conseller en Cap de Barcelona, y Juan Francisco de Verneda y Sauleda, enviado secreto del archiduque Carlos en Barcelona, quien estuvo en contacto directo con Viena durante todo el tiempo que duró el sitio de la ciudad.

## Bloqueo de Barcelona

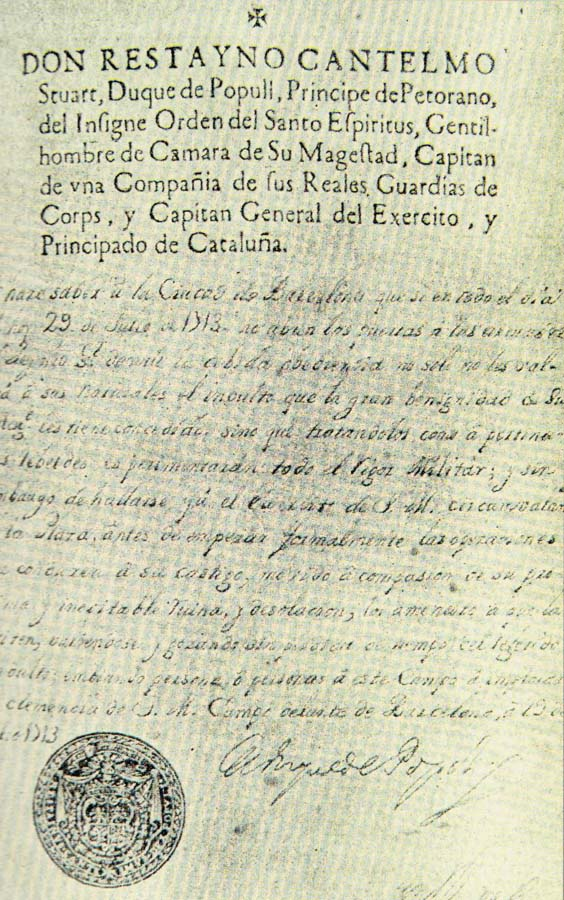
Documento firmado por el duque de Pópoli el 29 de julio de 1713 mediante el cual solicita la rendición de Barcelona.

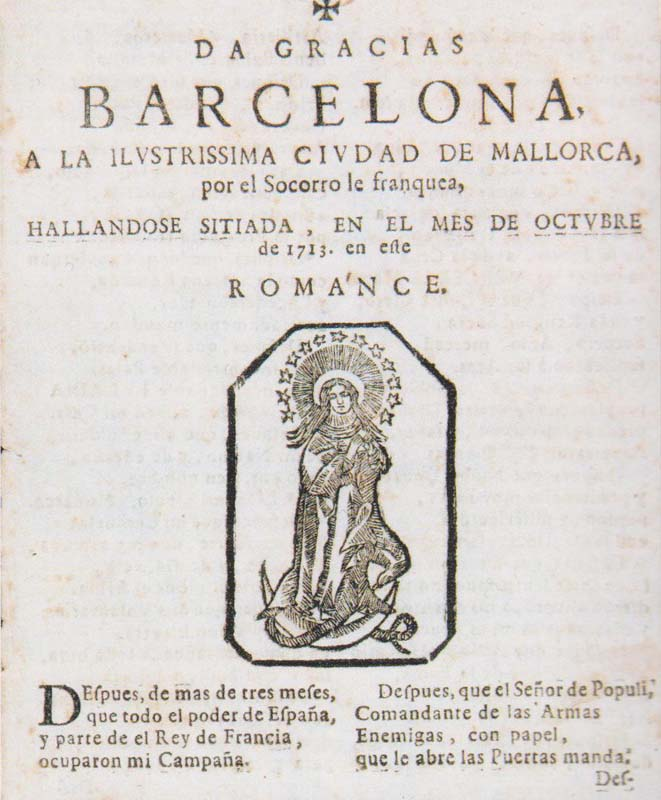
Desde los reinos de Mallorca y Cerdeña, controlados por emperador Carlos VI, llegaron a Barcelona convoyes con pertrechos, armamento y municiones. Romance de agradecimiento a la ciudad de Mallorca.

El 25 de julio de 1713 las tropas borbónicas al mando del duque de Pópoli llegaron ante las murallas de Barcelona; el 29 de julio el duque de Pópoli exigió la rendición de la ciudad, siendo rechazada el mismo día. Ante la resistencia barcelonesa las tropas de Felipe V iniciaron el bloqueo de la ciudad. La estrategia del duque de Pópoli fue la que secularmente se había seguido en los sitios a los que se había sometido a Barcelona, bloqueando por tierra la ciudad para asfixiarla y centrando el resto de sus efectivos en la conquista de la fortaleza de Montjuic, ya que una vez tomada, la ciudad se vería obligada a la rendición. Se trataba de una estrategia a largo plazo dictada por las carencias técnicas de las tropas de Felipe V y que radicaba su éxito en el corte de suministros, tanto bélicos como de alimentos, que deberían desembocar en el debilitamiento progresivo de la resistencia por parte de la ciudad.
En el interior de Barcelona las tensiones políticas fueron en aumento. Las disensiones entre el Conseller en Cap de Barcelona de 1712-1713 Manuel Flix, quien había votado en contra de la guerra pero había permanecido en el cargo por lealtad institucional, y los partidarios de la resistencia a ultranza se habían agravado. Así mismo, la expedición del nuevo diputado militar de la Generalidad de Cataluña, encaminada a levantar en armas al resto del Principado, había resultado infructuosa, no pudiendo ni impedir la caída de las fortalezas de Hostalric y Castellciutat. Todo ello se precipitó cuando, ante la proximidad del día de la renovación consistorial, el Consejo de los 100 falló que a pesar del estado de guerra procedía a elegir nuevos Consejeros  de Barcelona. Siguiendo el ritual de los siglos anteriores, el día de San Andrés Apóstol, 30 de noviembre de 1713, se produjo la extracción de los nuevos seis magistrados municipales para el período de 1713-1714, siendo Rafael Casanova nombrado Conseller en Cap de Barcelona, la máxima autoridad de la ciudad. El cargo llevaba añadido el grado de coronel de los «Regimientos de la Coronela», la milicia ciudadana, que era el componente más numeroso de la guarnición que defendía la ciudad, así como el título de cabeza militar de la plaza. Historiadores como Miquel Sanpere (1905) han especulado con la posibilidad de que la extracción de Rafael Casanova no fuese para nada aleatoria, sentenciando: «¡Siempre inteligentes y patrióticas las bolsas insaculatorias!», mientras que su biógrafo Carles Serret y Bernús es de la opinión de que no hay prueba documental alguna que demuestre que existió amaño para la elección de Rafael Casanova como Conseller en Cap.
El gobierno de Rafael Casanova marcó un cambio total con el anterior gobierno. Si hasta entonces el teniente mariscal Villarroel había tenido plena autonomía militar como general comandante del ejército, y había planteado una estrategia defensiva conservadora que buscaba ganar tiempo, basándose en el principio de que solo una ayuda externa podía liberar la ciudad, el nuevo Conseller en Cap Rafael Casanova le exigió que inmediatamente ordenara lanzar ataques continuos cada noche contra el cordón de bloqueo para desgastar a las tropas borbónicas, accediendo a ello el general comandante. A los pocos días se desató un nuevo conflicto por la supremacía militar; ante la negativa del gobernador de Montjuic a obedecer las órdenes del Conseller en Cap de Barcelona alegando que él solo debía obedecer al general comandante Villarroel, Rafael Casanova ordenó que el coronel Pablo Tohar, gobernador de la fortaleza, fuera arrestado y encarcelado, mandando asimismo órdenes a todos los portales de la ciudad de que no debían ejecutar orden militar alguna que no hubiera sido expedida por él en persona. El enfrentamiento entre el gobierno de Rafael Casanova y el general comandante era ya total; finalmente el Consejo de los 100 reunido en plenario falló salomónicamente resolviendo que, efectivamente, Rafael Casanova era el gobernador de la plaza y armas de Barcelona, y también de la fortaleza de Montjuic, mas se aceptaba que las atribuciones de gobernador de Montjuic habían sido delegadas en el general comandante, debiendo este rendir cuentas ante el Conseller en Cap Rafael Casanova.

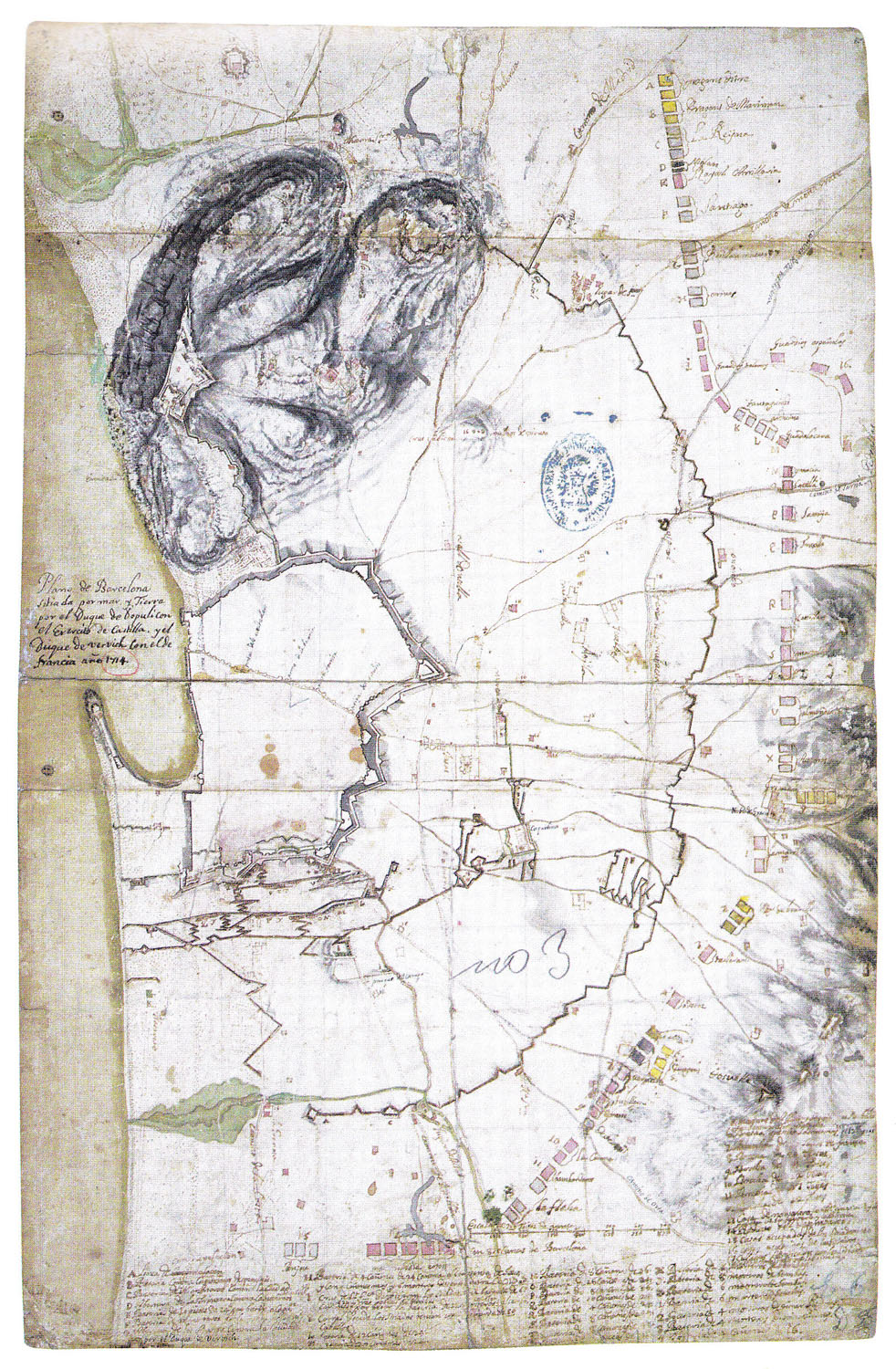
Plano de Barcelona sitiada por mar y Tierra por el Duque de Populi con el Exercito de Castilla, y el duque de vervich [sic] con el de Francia año 1714.

Habiendo afianzado totalmente su poder militar en la plaza, el gobierno de Rafael Casanova se centró en el frente exterior. A finales de diciembre se ordenó al coronel Antonio Desvalls, marqués del Poal, que organizara una expedición al exterior con el cometido de levantar el Principado en armas, hostilizar las rutas de aprovisionamiento que suministraban a las tropas borbónicas que bloqueaban Barcelona, y provocar que éstas tuvieran que desviar efectivos del cordón de bloqueo para perseguir a las tropas exteriores. La operación resultó un éxito del gobierno de Rafael Casanova, que se vio facilitado cuando varias ciudades catalanas se levantaron en armas a principios de enero de 1714. El motivo del alzamiento se debió al cobro de las quintas, cuando el intendente del ejército borbónico José Patiño y Rosales recibió órdenes de la corte de Madrid de cobrar a cualquier precio impuestos en Cataluña para evitar la inminente bancarrota que amenazaba las arcas de Felipe V.
Si durante los primeros dos meses de su gobierno las noticias parecían favorables, en febrero de 1714 el gobierno de Rafael Casanova tuvo que hacer frente al intento de golpe de Estado perpetrado por el inspector general del ejército Ramon de Rodolat. Este pretendía derrocar al ejecutivo de Casanova con efectivos de la Coronela de Barcelona, pero advertido de los planes de aquel fue detenido antes de que pudiera llevarlo a cabo; al cabo de unos días Jacinto Oliver fue nombrado nuevo inspector general del ejército. La contrapartida no se hizo esperar y el 26 de febrero la Diputación del General cedía todas sus competencias militares a los Consejeros de Barcelona. Este proceso es lo que el historiador Salvador Sanpere y Miquel (1905) llamó «golpe de estado concejil», interpretando que los Consellers habían realizado un contragolpe de estado contra la Diputación del General. El historiador Martí y Fraga (2010) ha refutado dicha interpretación, aseverando que la interpretación de Sanpere se basa en la impresión que tuvo de dichos sucesos el coetáneo Francisco de Castellví, quien no tuvo acceso a los dietarios ni de la Generalidad, ni del Consejo de los 100, del estudio de los cuales se desprende que dicho golpe de Estado no tuvo lugar, tratándose tan solo de una transferencia de competencias militares. Sea como fuere, en 27 de febrero se renovó completamente la composición de la Junta Vint-i-Quatrena de Guerra, la junta de gobierno, y Rafael Casanova fue nombrado presidente de la Junta Novena de Guerra, encargada de dirigir las operaciones militares y en la que habían recaído todas las competencias transferidas por la Generalidad. De esta manera finalizaba el proceso por el cual el Conseller en Cap Rafael Casanova había concentrado todo el poder militar, tanto dentro de Barcelona como en el exterior; a partir de entonces todos los comandantes militares que combatían en el Principado, el general Josep Moragues, el coronel Antonio Desvalls marqués del Poal, el coronel Amill y el coronel Vilar, pasaron a reportar directamente a los Consellers de Barcelona, con Rafael Casanova a su frente.
Transcurrido casi un año de bloqueo la estrategia del duque de Pópoli había fracasado. La coyuntura internacional estaba evolucionando rápidamente, y si en la negociación del Tratado de Rastatt no se había dado por zanjado el Caso de los Catalanes, el debilitamiento progresivo del poder de los Tories, favorables a la paz, en el parlamento de Inglaterra presagiaba una nueva toma del poder de los Whigs, partidarios de reanudar la guerra. En la corte de Felipe V no se entendía cómo el duque de Pópoli no había conseguido rendir Barcelona a pesar de su superioridad en número de hombres y se le presionó para conseguir resultados. En realidad las cuatro galeras de la armada borbónica jamás habían conseguido bloquear el puerto de Barcelona, donde periódicamente se recibían convoyes procedentes del reino de Mallorca y del reino de Cerdeña, territorios controlados por el emperador Carlos de Austria. Ante las presiones de la corte, en mayo de 1714, Pópuli cambió su estrategia; dejó de lado las operaciones encaminadas a la toma de Montjuic y ordenó la conquista del convento de los Capuchinos situado en el campo delante de Barcelona. Tomada la posición, instaló una batería de morteros desde la que se bombardeó indiscriminadamente Barcelona día y noche durante todo el mes con la esperanza de forzar la rendición de la ciudad. Finalmente, tras 11 meses de bloqueo, el 6 de julio de 1714, el duque de Pópoli fue informado de que había sido destituido, siendo relevado en el mando por el mariscal de Francia duque de Berwick, quien inició el sitio de 61 días que culminaría con la toma de la capital catalana.

## Asalto final

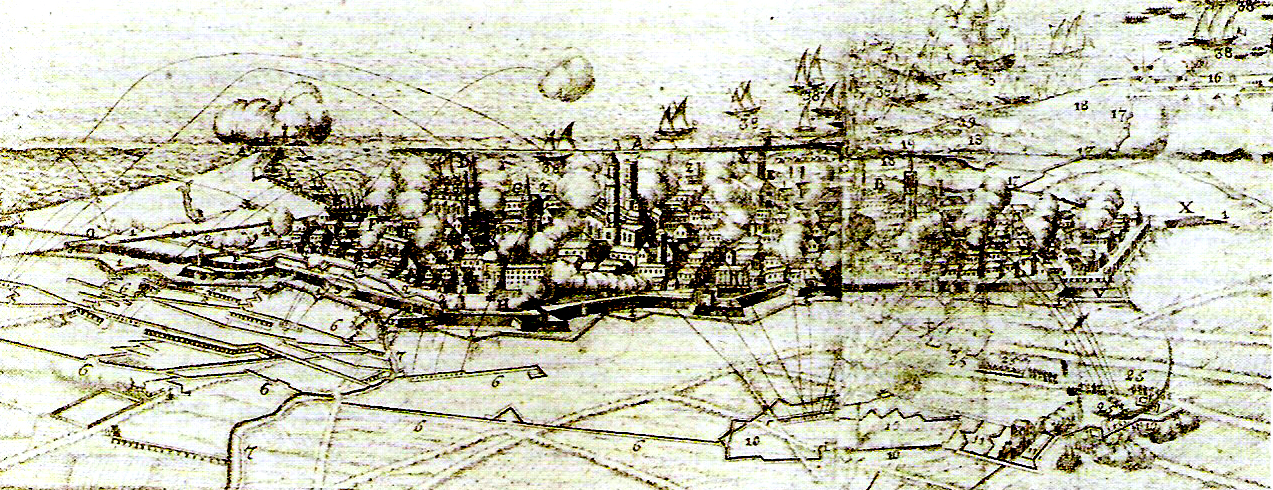
Bombardeo de Barcelona sitiada por el duque de Berwick. A la izquierda el sistema de trincheras paralelas donde se instaló el tren de artillería francés que batió la muralla de Levante hasta abrir siete brechas. A la derecha batería de morteros instalada en el convento de capuchinos del monte Calvario. Al fondo la armada francesa del almirante Ducasse bloqueando la bocana del puerto de Barcelona.

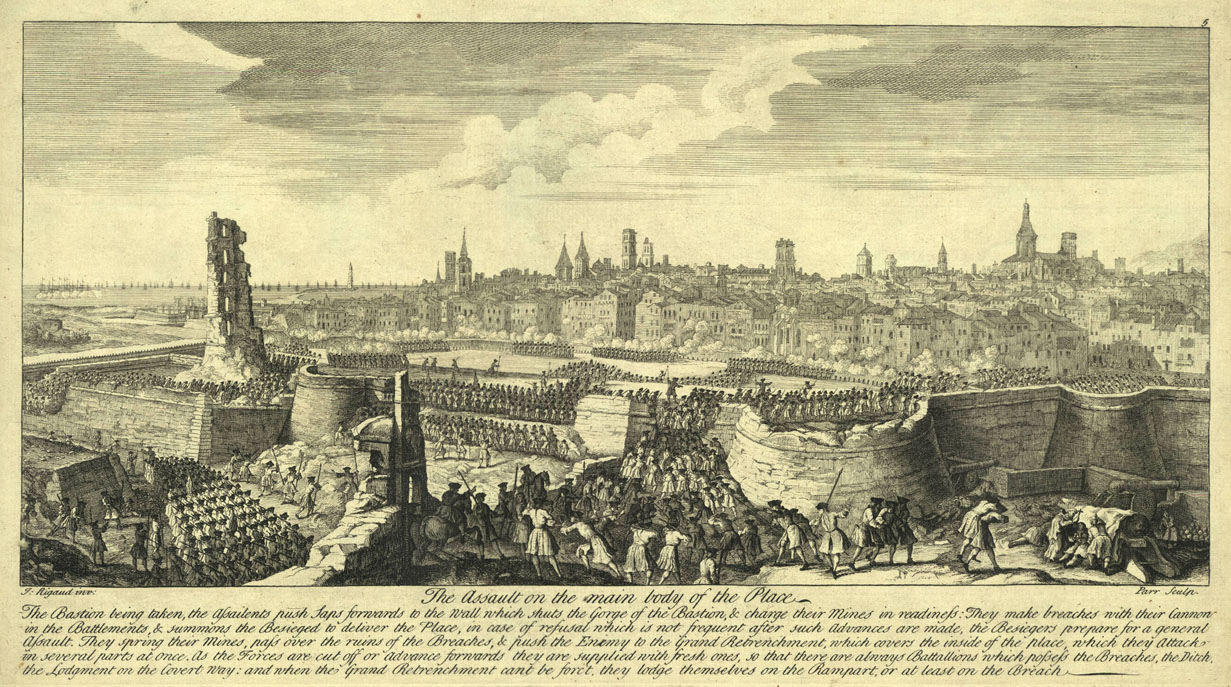
Asalto final de las tropas borbónicas sobre Barcelona el 11 de septiembre de 1714.

El sitio empezó cuando el mariscal James Fitz-James, duque de Berwick, llegó a Barcelona en julio de 1714 con 20 000 soldados franceses. Entre el 12 y el 13 de agosto, la artillería bombardeó intensamente la muralla norte entre los baluartes de Portal Nou y de Santa Clara. Tras abrir dos brechas, las tropas borbónicas asaltaron ambas posiciones, siendo repelidas por los defensores. En este ataque perecieron 196 defensores y 900 atacantes. Berwick hizo la primera propuesta de capitulación a los defensores el 4 de septiembre. La respuesta de la ciudad fue que solo se rendirían si se conservaban sus fueros. El mariscal se negó y recrudeció los ataques el 10 de septiembre para obligar a capitular a los barceloneses. Una nueva propuesta de paz fue rechazada por la ciudad. El asedio continuó hasta que, en la madrugada del 11 de septiembre, el fuego de la artillería —concentrado entre los baluartes de Llevant y Portal Nou— abrió siete grandes brechas por las que entraron las tropas borbónicas. El Conseller en Cap (alcalde) Rafael Casanova, seguido de varias figuras de la nobleza y algunos ciudadanos armados, salió hacia el baluarte de Portal Nou para animar a los defensores, enarbolando la bandera de Santa Eulalia, patrona de Barcelona. Igualmente, representantes de la diputación salieron con la bandera de san Jorge. A las seis de la mañana, Berwick dio un ultimátum: seis horas de reflexión tras las cuales se «pasaría a todos a cuchillo».
A las tres de la tarde, cuando la ciudad todavía no había sido ocupada completamente, los Tres Comunes de Cataluña ordenaron publicar un bando llamando a la población barcelonesa a "derramar gloriosamente su sangre y vida por su Rey, por su honor, por la Patria y por la libertad de todo el Principado y de toda España", añadiendo que de no aparecer gente suficiente en el plazo de una hora pedirían la capitulación. El general Villarroel fue el encargo de llevar las negociaciones de paz. El duque de Berwick declaró un alto el fuego hasta el día siguiente en espera de los acuerdos. Finalmente los Tres Comunes de Cataluña resolvieron la rendición de la ciudad el 12 de septiembre, que fue ocupada el 13 de septiembre de 1714. El 18 de septiembre se producía la capitulación de la Ciudad y el Castillo de Cardona acabando la guerra en toda Cataluña.